# Semiplotus cirrhosus
Semiplotus cirrhosus är en fiskart som beskrevs av Chaudhuri, 1919. Semiplotus cirrhosus ingår i släktet Semiplotus och familjen karpfiskar. IUCN kategoriserar arten globalt som otillräckligt studerad. Inga underarter finns listade i Catalogue of Life.